# SuperDrive

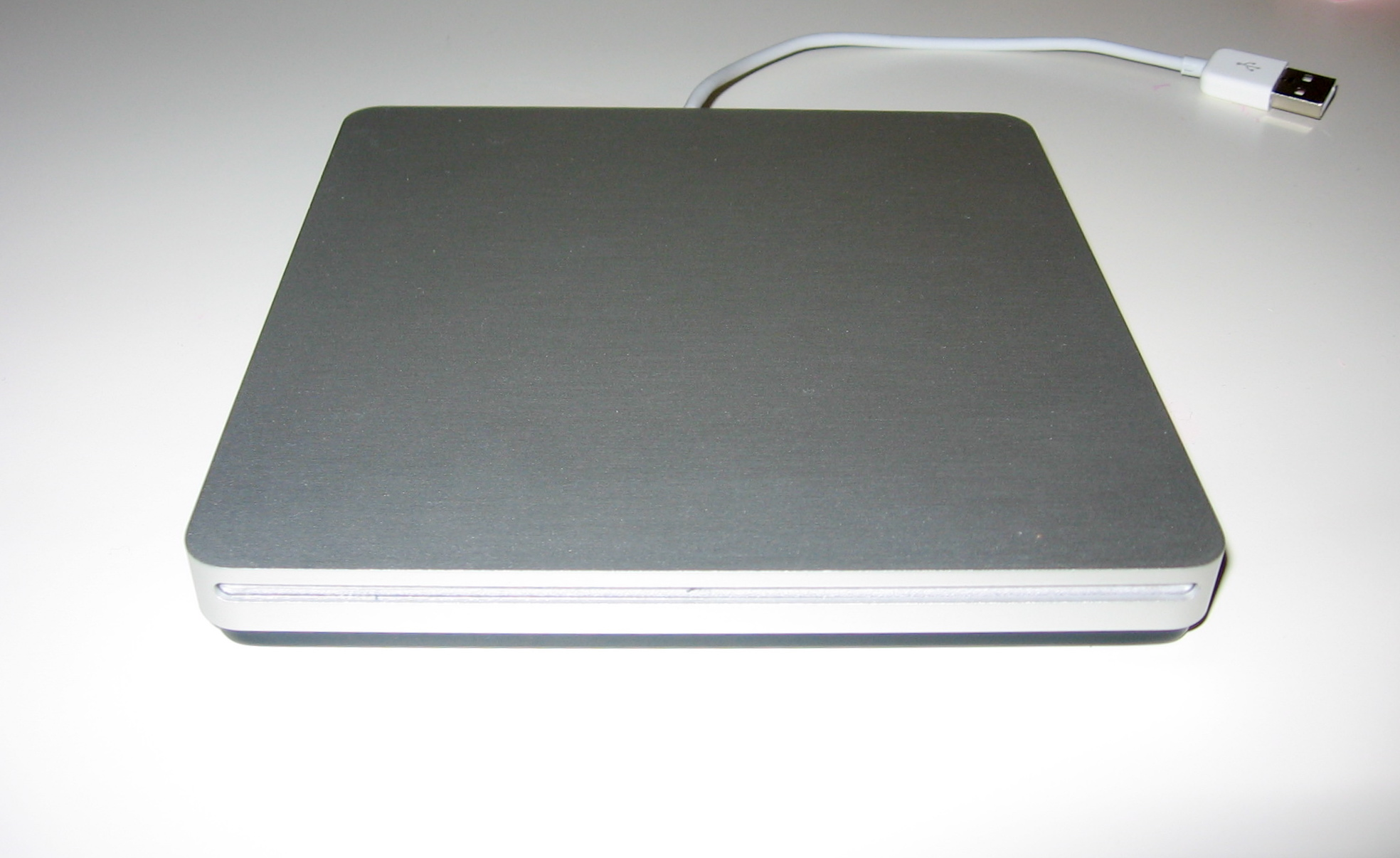
USB SuperDrive

SuperDrive（スーパードライブ）は、Appleが自社のパーソナルコンピュータMacintoshに搭載されているディスクドライブに対してつけている呼称、またはAppleが開発・製造・販売している外付けの光学ディスクドライブの呼称である。

## フロッピーディスク
Macintosh SEの後期型およびMacintosh IIx以降、Power Macintosh G3までMacintosh本体に内蔵されたフロッピーディスクドライブ (FDHD) をSuperDriveと呼称していた。これは、Macintosh以来の800KB対応フロッピーディスクドライブから、2HD (1.44MB) 対応に変更したため、FDHDドライブのマーケティング上の呼称であると考えられる。

## 光学ドライブ
Macintoshに搭載されているCDとDVDの両方の読み込み・書き込みに対応した光学ドライブ、または自社が開発・販売を行なっている外付け光学ドライブに対してSuperDriveと呼称している。2001年にパイオニア製のDVD-RWドライブを Power Mac G4 DigitalAudio の733MHzモデルにのみ搭載し発売した。その後続く QuickSilver では上位2機種へと搭載が拡大され、2002年に登場した iMac G4 800MHzモデルにも搭載された。スロットローディングの DVD-RW ドライブが松下寿電子から発売された2003年にはノート型Macとしてはじめて SuperDrive が PowerBook G4 1GHzモデルに搭載されている。残る iBook も2004年のアップデートで最上位機種に SuperDrive が搭載された。その後、薄型のMacBook Airを端緒として、2010年代中盤以降に発表された機種において、光学ドライブを搭載しないマシンが増えた。これら光学ドライブ非搭載のマシン向けに2008年からUSBで接続される外付け光学ドライブが提供されており、こちらはUSB SuperDriveという商品名がつけられている。

Apple Storeにおいて最後まで販売継続していたSuperDrive搭載モデルは2012年6月11日発売のMacBook Pro13インチ（Mid 2012）モデルであったが、2016年10月27日に販売終了した。